# Невер (графство)
Гра́фство Неве́р (фр. Comté de Nevers) — средневековое бургундское феодальное образование, существовавшее с IX века, столицей которого был город Невер. Правители графства находились в вассальной зависимости от герцогов Бургундии. В 1539 году графство Невер было возведено в герцогство. Территория Невера включала историческую провинцию Ниверне, занимая современный департамент Ньевр и прилегающую территорию на правобережье в среднем течении Луары. После Великой французской революции герцогство было конфисковано и присоединено к Франции.

## История

### Невер в IX—X веках

Бургундские графства в IX веке

Как и у большей части других бургундских графств, происхождение графства Невер датируется IX веком. Первоначально территория графства принадлежала епископам Невера, известным с IV века. При Каролингах епископы Невера обладали функциями графа и епископа одновременно. В 853 году упоминается Гуго, граф Невера и Буржа, принявший участие в королевской ассамблее в Серве.
В 864 году маркиз Нейстрии Роберт Сильный получил территории, расположенные между Сеной и Луарой, позже получившие название «герцогство Франция», в состав которой вошли и графства Невер и Осер. Он погиб в 866 году в битве с норманнами. Его сыновья были слишком молоды, чтобы унаследовать отцовские владения, поэтому их унаследовал пасынок Роберта, Гуго Аббат.
В феврале 880 года король Восточно-Франкского королевства Людовик III Младший решил воспользоваться смертью короля Западно-Франкского королевства Людовика II Заики и захватить королевство, напав на него, но был отбит армией, возглавляемой Гуго Аббатом. В марте Гуго урегулировал вопрос о наследовании во Франции между двумя сыновьями Людовика Заики: Людовик III получил Нейстрию, а Карломан II — Бургундию и Аквитанию. После этого Гуго Аббат стал занимать главенствующую роль в Западно-Франкском королевстве, фактически управляя им до 884 года. Он регулярно боролся против норманнов. В 885 году император Карл III откупился от норманнов, чтобы они не пошли на Париж. Но они опустошили Бургундию. Санс оказал сопротивление, но Аббатство Сен-Жермен (Осер) было сожжено.
Гуго умер в мае 886 года, после чего не нашлось равной ему по величине фигуры. Его племянник Ричард Заступник, граф Отёна, начал увеличивать свои владения, завладев графством Осер и аббатством Сен-Жермен д’Осер после смерти Гуго. А после свержения императора Карла III, в 887 году, началась борьба за наследство империи.
В Западно-Франкском королевстве образовалось несколько партий, каждая выбрала себе короля. Архиепископ Реймса Фульк призвал герцога Сполето Гвидо, который прибыл в начале 888 года в Лангр, где был коронован епископом Гелоном. Но 29 февраля 888 года архиепископ Санса Готье в Компьене короновал Эда, сына Роберта Сильного. Гвидо в итоге был вынужден со своими сторонниками отправиться обратно в Италию.
В это время в Бургундии положение также было нестабильно. В Невере в это время упоминается граф Ратье (Роже) сближается то с Гуго Буржским, то с Гильомом I Благочестивым, герцогом Аквитании и графом Макона.
Начиная с 911 года Осер, Авалон, Отён, Бон, Бриен, Шалон, Дижон, Лангр, Невер, Санс и Труа признают главенство Ричарда Заступника, а в 918 году он принял титул герцога Бургундии.
В 919 году графа Невера Ратье сменяет Сегюн, о котором неизвестно практически ничего. В 926 году его сменяет Жоффруа, которому пришлось постоянно бороться с герцогами Аквитании, которые пытались присоединить графство к своим владениям. После этого известия о графах Невера исчезают до второй половины X века, когда Невер оказался под управлением Эда-Генриха, ставшего в 965 году герцогом Бургундии.
В 978 году Эд-Генрих передал Невер своему пасынку, Отто-Гильому. В 982 году, после смерти двух сыновей графа Макона Обри II, Отто-Гильом получил во владение и графство Макон, а в 986 году Эд-Генрих сделал Отто-Гильома своим наместником и графом Бургундии, в результате чего к 987 году тот распространил свою власть на оба берега Соны. В свою очередь в 989 году Отто-Гильом передал графство Невер своему зятю Ландри, женатому на его ? Матильде и ставшего родоначальником Неверского дома.

### Объединённое графство Невер, Осер и Тоннер
После смерти герцога Бургундии Эда-Генриха бургундская знать признала своим герцогом Отто-Гильома. Его поддержали зять Ландри Неверский и граф-епископ Лангра Брюн. Отто-Гильом получил в подчинение Отён, Авалон, Дижон и Бон. Ландри, воспользовавшись отсутствием Гуго де Шалона, графа Шалона и епископа Осера, захватил Осер. Но права на герцогство предъявил и король Франции Роберт II, которого поддержали Гуго де Шалон и герцог Нормандии Ричард II. Они попытались захватить Осер, но неудачно, после чего ушли в Париж. В 1005 году королевская армия опять появилась в Бургундии, и Ландри капитулировал. В обмен на признание Роберта он выторговал себе титул графа Осера и договорился о браке своего сына Рено и сестры Роберта Адель.

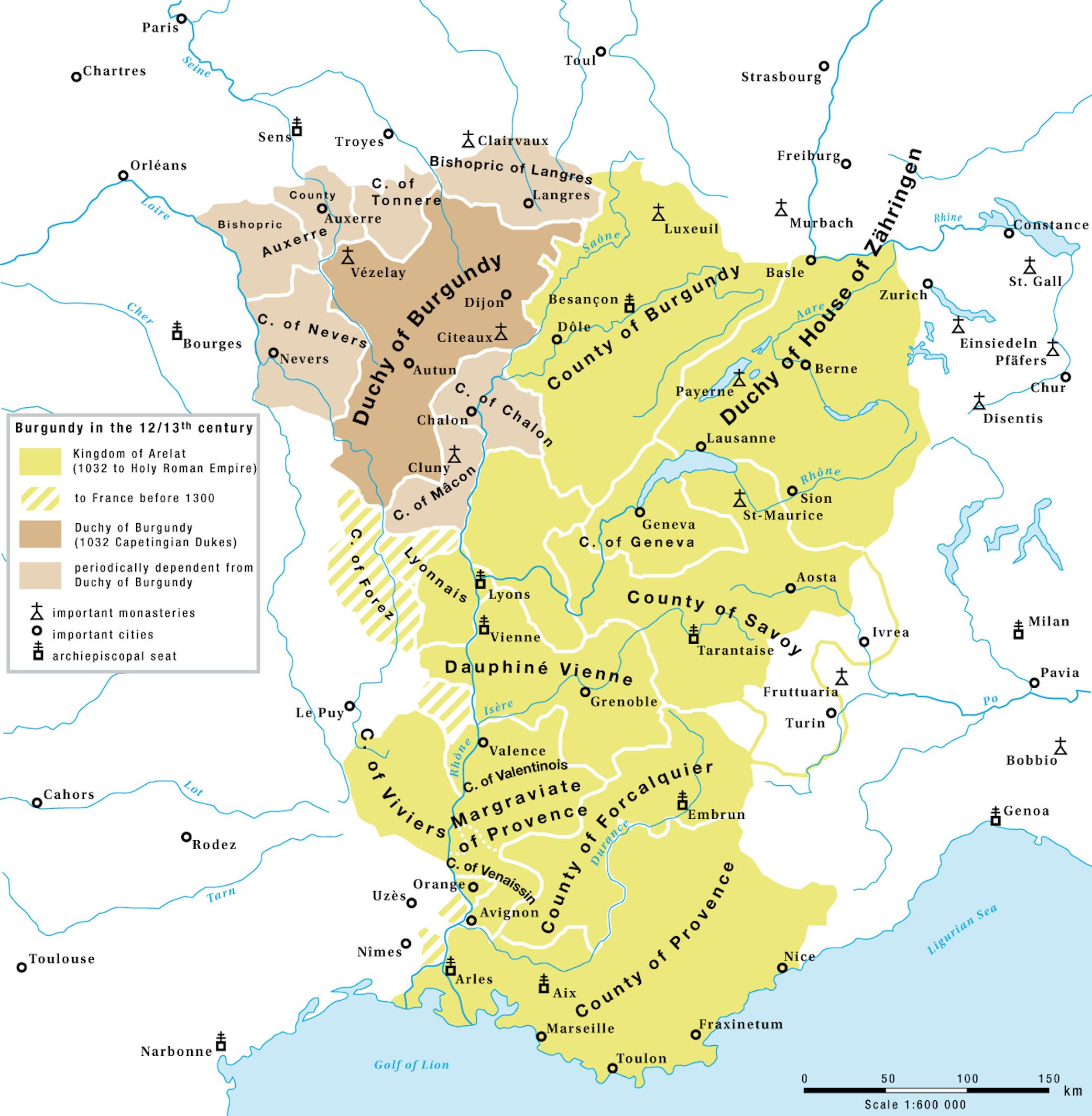
Бургундия в XII—XIII веках

После смерти Ландри в 1028 году ему наследовал в Невере и Осере старший сын, Рено I. При нём начался затяжной конфликт с герцогом Бургундии Робертом I по поводу границы между герцогством и графством Осер, в результате этой борьбы он погиб в 1040 году. Его младший брат Бодон (ум. 1032) получил как приданое жены графство Вандом.
После смерти Рено ему наследовал сын Гильом I (ок. 1030—1083). Около 1045 года он женился на графине Тоннера Ирменгарде (ок. 1030 — до 1085), благодаря чему объединил три графства — Невер, Осер и Тоннер. Это объединение сохранялось до 1262 года. Иногда Осер и Тоннер ненадолго выделялось в качестве отдельного владения, однако вскоре опять возвращались к графам Невера. Гильом I продолжил начатую ещё отцом борьбу против герцога Роберта I, которая закончилась только после смерти герцога в1076 году. Мир был закреплен браком нового герцога Гуго I на дочери Гильома, Сибилле.
После смерти Гильома его владения были разделены между сыновьями. Старший, Рено II (ум. ок. 1097), получил Невер и Осер, второй, Гильом (ум. после 1092) — Тоннер. После смерти Гильома Тоннер вернулся к Рено. Ещё один сын, Роберт (ум.1095), стал епископом Осера.
После недолгого правления Рено II ему наследовал сын Гильом II (ум. 1148). Он в 1101 году с пятнадцатитысячной армией отправился в Иерусалимское королевство, но вскоре вернулся. В 1106 году был убит в монастырской церкви аббат Везле Арто, но убийцы остались безнаказанными. Граф Гильом II боролся против своего соседа Тибо, графа Блуа и Шартра, но в результате попал в плен, в котором пробыл до 1119 года. В том же году Гильом II попытался захватить земли аббатства Везле, что вызвало недовольство епископа Невера. Позже конфликты с аббатством у графа возникали постоянно.
Гильом II был личным другом короля Франции Людовика VII. Когда тот в 1147 году решил отправиться во Второй крестовый поход, он решил оставить регентом королевства Гильома. Но Гильом отказался от этого, но выторговал себе прощение за действия против аббатства Везле. Он умер в следующем году.
Ему наследовал старший сын, Гильом III (ум. 1161). Он участвовал во втором крестовом походе. По возвращении из него он возобновил в 1150 году конфликт против аббатства Везле, начав борьбу против аббата Понса (ум. 1161). В результате в 1152 году аббат Понс бежал в аббатство Клюни, аббат которого смог добиться перемирия между сторонами, а в 1154 году вмешался король Людовик VII], который смог на некоторое время уладить конфликт.
После смерти Гильома III его владения оказались разделены между двумя сыновьями. Старший, Гильом IV получил Невер и Осер, а второй, Ги — Тоннер. Гильом в 1165 году вновь начал борьбу против аббатства Везле, которое в 1161 году возглавил Гильом де Мелло (ум. 1171). Он захватил аббатство и потребовал выбрать нового аббата, однако вновь вмешался король Людовик VII, который в 1166 году прибыл в аббатство и восстановил Гильома де Мелло в его правах. Граф Гильом IV для искупления был вынужден отправиться в Святую землю, где и умер в 1168 году в Акре.
После смерти бездетного Гильома IV Невер и Осер достались его брату Ги, вновь объединившего все три графства. Он женился на Мод, внучке герцога Бургундии Гуго II. Он продолжил политику своих предшественников по отношению к аббатству Везле, что в итоге привело к тому, что он был отлучён от церкви. Кроме того он вступил в конфликт с герцогом Гуго III, в результате чего Ги в 1174 году попал в плен и был заключён в Бон, где пробыл до 1175 года.
Наследовавший Ги единственный сын, Гильом V был ещё ребёнком, в результате чего графства оказались под управлением Мод Бургундской, вдовы Ги. Гильом V умер в 1181 году, так и не достигнув совершеннолетия. Претензии на графства предъявил младший брат Ги, Рено, однако графиней была признана Агнес, старшая дочь Ги. В 1184 году король Франции выдал её замуж за своего двоюродного брата, Пьера II де Куртене. Агнес умерла в 1193 году, наследницей стала их единственная выжившая дочь, Матильда де Куртене. Однако графства остались под управлением Пьера, женившегося второй раз на Иоланде де Эно.
В 1199 году на Пьера напал Эрве IV де Донзи, в результате чего Пьер оказался в плену. Для того, чтобы получить свободу, Пьер был вынужден принять условия Эрве, который получил руку Матильды, наследницы графств, а также графство Невер. Король Франции Филипп II Август ратифицировал этот договор в октябре 1199 году, после чего Невер оказался под управлением Эрве. Осер и Тоннер оставался под управлением Пьера де Куртене до 1217 года.
Во время своего правления Эрве, как и многие его предшественники, конфликтовал с аббатством Везле. Эта вечная ссора была завершена в 1213 год]у при посредничестве папы Иннокентия III, который за отказ Эрве от вмешательства во внутренние дела аббатства дал папское разрешение на брак Эрве и Матильды, имевших к тому моменту детей. В 1217 году Эрве выдал свою дочь Агнес за Филиппа, сына будущего короля Людовика VIII, однако тот умер в следующем году.
В 1217 году тесть Эрве, Пьер де Куртене, был избран императором Латинской империи. Однако вскоре после этого он попал в плен и умер в 1219 году. Эрве, который в 1218—1219 годах участвовал в Пятом крестовом походе, предъявил права на Осер и Тоннер. Тоннер ему удалось занять без проблем, а на Осер предъявили претензии Филипп II, маркграф Намюра, сын Пьера II от второго брака, и Роберт де Куртене, брат Пьера II. Но при поддержке папы Гонория II Осер был передан Эрве. Он умер в 1222 году.
Дочь Эрве и Матильды, Агнес де Донзи, в 1221 году вышла второй раз замуж, за Ги I (IV) де Шатильона, графа де Сен-Поль. Агнес умерла в 1225 году, её муж погиб в 1226 году. У них остались сын, Гоше (ум. 1250), не оставивший наследников, и дочь, Иоланда (до 1221—1254), ставшая после смерти брата наследницей графств, находившихся под управлением Матильды де Куртене и её второго мужа Гига IV (ок. 1199—1241), графа де Форе. Ги в 1230 году опять возобновил войну против аббатства Везле, которая продолжалась три года, пока аббат Гишар не смог заключить мир, выплатив денежную компенсацию. Ги в 1235 гоу отправился в крестовый поход и умер после возвращения из него в 1241 году.
Иоланда де Шатильон была в 1234 году была выдана замуж за Аршамбо IX Молодого (ум. 1249), сеньора де Бурбон. Их дочери были в 1248 году выданы замуж за двух сыновей герцога Бургундии Гуго IV. В итоге старшая дочь, Матильда (Маго) (1234—1262), после смерти Матильды де Куртене в 1256 году, унаследовала Невер, Тоннер и Осер.

### Невер со второй половины XIII века

Графство Невер на карте Франции

Графиня Матильда II умерла в 1262 году. У неё не было сыновей, только три дочери. Первоначально графства находились под опекой её мужа, Эда Бургундского, который умер в 1266 году после чего старшая из дочерей, Иоланда, получила все три графства. Однако с этим не согласились её младшие сёстры, оспорившие права Иоланды и обратившиеся с жалобой в парламент. В итоге в День всех святых в 1273 году было произведено разделение графств. За Иоландой было закреплено только графство Невер, Маргарита (1251—1308) получила графство Тоннер, а Алиса — графство Осер, перешедшее к её мужу, Жану I де Шалон, сеньору де Рошфор.
Иоланда вторым браком в 1280 году вышла замуж за наследника графа Фландрии Роберта Бетюнского. После смерти Иоланды Невер перешёл к её старшему сыну от брака с Робертом, Людовику I де Дампьеру, получившему ещё посредством брака графство Ретель. А сын Людовика, Людовик II Неверский, унаследовавший после смерти деда, Роберта Бетюнского, в 1322 году Фландрия, объединил с ним Невер и Ретель.
В составе Фландрии Невер в 1384 году из-за брака графини Маргариты с герцогом Бургундии Филиппом II Смелым, оказался на некоторое время включён в состав герцогства Бургундия. В 1385 году Невер был выделен старшему сыну и наследнику Филиппа и Маргариты, Жану Бесстрашному, который, став после смерти отца в 1304 году герцогом Бургундии, передал Невер своему брату Филиппу II, получившему в 1406 году ещё и Ретель. Потомки Филиппа управляли Невером и Ретелем до смерти в 1491 году графа Жана II, после чего графства оказались разделены. Ретель получила дочь Жана, Шарлотта и её муж Жан III д’Альбре (ум. 1524), сеньор д’Орваль, а Невер — Елизавета (1439—1483), выданная замуж за Иоганна Клевского (1419—1481), представителя Клевского (Маркского) дома.
Внук Иоганна и Елизаветы, Карл II, женился в 1504 году на своей кузине Марии д’Альбре, дочери Шарлотты Ретельской, в результате чего опять объединил Невер и Ретель. При сыне Карла и Марии, Франсуа I (1516—1562), в 1539 году графство Невер получило статус герцогства.
В 1565 году благодаря браку с Генриеттой Клевской, дочери Франсуа I, Невер и Ретель получил мантуанский принц Людовико IV Гонзага. В 1581 году король Франции даровал Ретелю статус герцогства.
Их сын Карл III в результате Войны за мантуанское наследство в 1627 году сменил двоюродного брата, Винченцо II, в качестве суверенного герцога Мантуи и Монферрата.
В составе владений Гонзага Ретель и Невер оставались до 1659 года, когда Карл V, внук Карла III, продал их кардиналу Мазарини, первому министру короля Франции. После его смерти в 1661 году Невер и Ретель оказались окончательно разделены.
Невер получил Филипп-Жюльен Манчини (1641—1707), племянник кардинала. Последним правителем герцогства был Луи-Джулио Манчини. После Великой французской революции 1789 года герцогство Невер было конфисковано и присоединено к Франции.